# Лаврентий (флейт)
«Лаврентий» или «Святой Лаврентий» — парусный флейт Балтийского флота Российской империи, находившийся в составе флота начале XVIII века. Во время несения службы использовался в качестве транспортного судна в акватории Финского залива.

## Описание флейта
Парусный флейт с деревянным корпусом.
Был одним из трёх парусных и парусно-гребных судов Российского императорского флота, носивших наименование «Лаврентий». В Черноморском флоте нёс службу одноимённый лансон, захваченный в 1790 году у турецкого флота, и одноимённый лансон 1807 года постройки, переделанный в том же году в бриг, также в составе Балтийского флота России нёс службу бриг «Святой Лаврентий» 1820 года постройки.

## История службы
Информации о точном времени и месте постройки флейта «Лаврентий» не сохранилось. В справочнике «Российский парусный флот» А. А. Чернышёва приблизительно указывается 1730 год, однако во 2 томе «Материалов для истории русского флота» С. И. Елагина одноимённый флейт фигурирует в росписи военных кораблей, находившихся в Ревеле в кампанию 1718 года, как поступивший на русскую службу из призовых судов, также одноимённый флейт встречается в документах, датированных между 1718 и 1730 годами.
В кампанию 1718 году находился в Ревеле.
В указе Верховного тайного совета от 20 (31) июля 1727 года флейт числился в перечне годных к службе в кампании 1727 и 1728 годов ластовых судов, находившихся в Кронштадте и Ревеле.
В 1730 году использовался в качестве транспортного судна для перевозки грузов между портами Финского залива.

## Командиры судна
Командирами флейта «Лаврентий» в составе российского флота в разное время служили:
- Никлас Ларсен (1718 год)[4];
- шкипер Логен (1730 год)[1][8].

### Комментарии
1. ↑  Упоминается также как поступивший на русскую службу из призовых судов[5].